# Шумомер

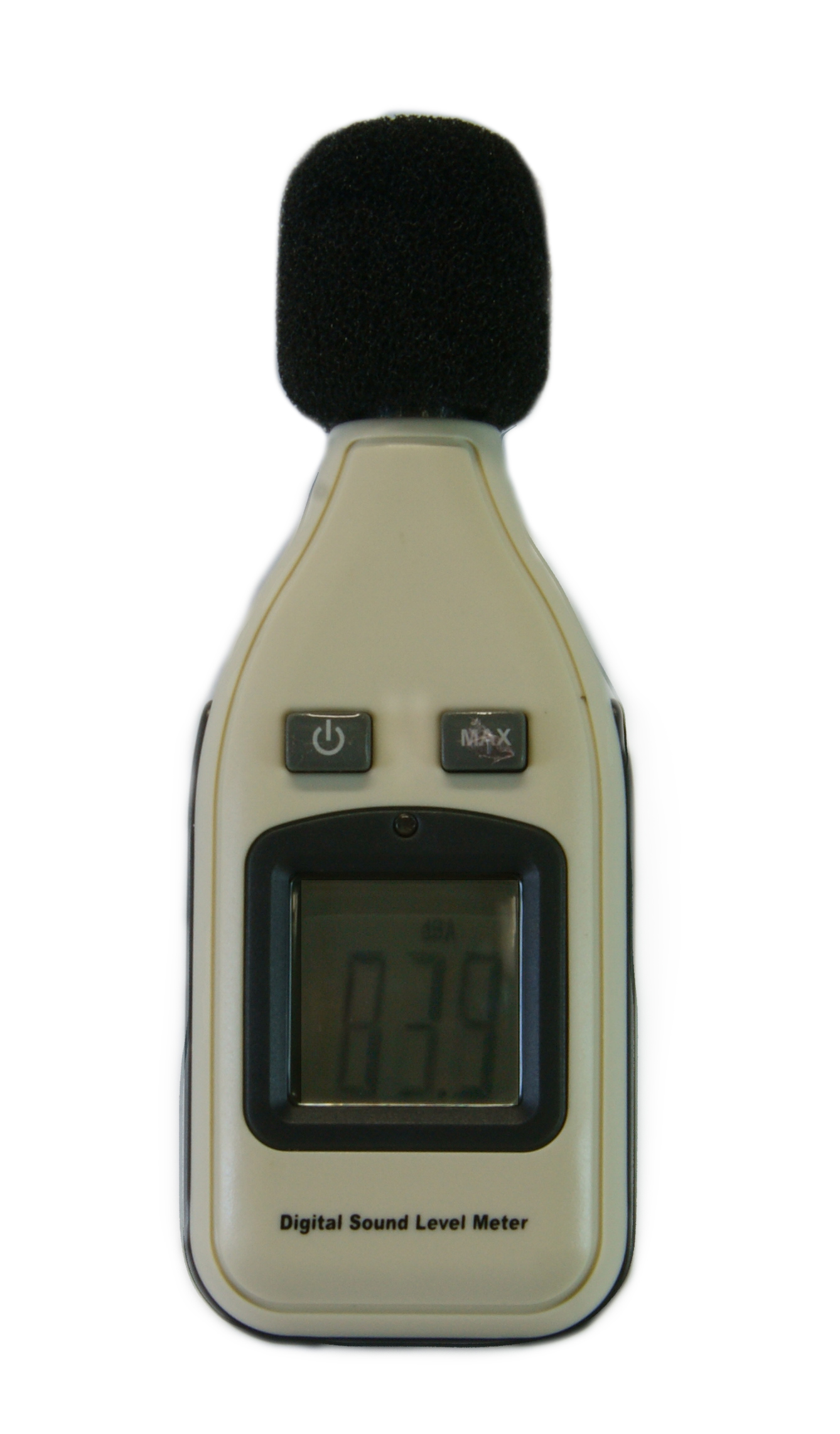
Шумомер (2011)

Шумомер — прибор для объективного измерения уровня звука. Не следует путать этот параметр с уровнем громкости. Не всякий прибор, измеряющий звук, является шумомером. Существует российские и международные стандарты, устанавливающие требования к этим приборам. В России действует стандарт ГОСТ 17187-2010 (IEC 61672-1:2002) (ГОСТ 17187-2010 утратил силу в РФ 01.12.2019, введен новыйстандарт ГОСТ Р 53188.1-2019 "Государственная система обеспечения единства измерений. Шумомеры. Часть 1. Технические требования"). В европейских странах действуют свои стандарты на шумомеры, однако все они также следуют требованиям стандартов МЭК. Особняком стоят США, где применяются стандарты ANSI (в частности ANSI S1.4), существенно отличающиеся от европейских.

## Состав
Шумомер содержит ненаправленный микрофон, усилитель, корректирующие фильтры, детектор, интегратор (для интегрирующих шумомеров) и индикатор.

## Принцип работы
Фактически шумомер представляет собой микрофон, к которому подключен вольтметр, отградуированный в децибелах. Поскольку электрический сигнал на выходе с микрофона пропорционален исходному звуковому сигналу, прирост уровня звукового давления, воздействующего на мембрану микрофона, вызывает соответствующий прирост напряжения электрического тока на входе в вольтметр, что и отображается посредством индикаторного устройства, отградуированного в децибелах. Для измерения уровней звукового давления в контролируемых полосах частот, например, 31,5; 63; 125 Гц и т. п., а также для измерения уровней звука (дБА), корректированных по шкале А с учётом особенностей восприятия человеческим ухом звуков разных частот, сигнал после выхода с микрофона, но до входа в вольтметр пропускают через соответствующие электрические фильтры.
Общая схема шумомера выбирается так, чтобы его свойства приближались к свойствам человеческого уха.
Поскольку чувствительность уха зависит как от частоты звука, так и от его интенсивности, в шумомере используются несколько комплектов фильтров, отвечающих разной интенсивности шума. Данные фильтры позволяют имитировать АЧХ уха при заданной мощности звука. Эти фильтры называются А, B, C, D. Их амплитудно-частотные характеристики приведены в стандарте ГОСТ 17187-81 (соответствует отмененному МЭК 651).
Фильтр А примерно соответствует АЧХ «усредненного уха» при слабых уровнях шума, фильтр B — при сильных уровнях шума. Фильтр D был разработан для оценки авиационного шума.
В настоящее время для нормирования шума применяются только фильтры А и С (последний — для оценки пиковых уровней шума). Последние версии стандартов на шумомеры не устанавливают требований к фильтрам B и D.
Помимо требований к АЧХ, стандарты на шумомеры устанавливают требования к параметрам временного усреднения. В шумомерах применяется экспоненциальное усреднение F (fast), S (slow), I (Impulse). Временная константа характеристики F — 1/8 с, S — 1 c. Интегрирующие шумомеры имеют также линейное усреднение и измеряют эквивалентные уровни звука, уровни звуковой экспозиции, различные виды дозы шума и пр.

## Шумовые дозиметры
Опасность для здоровья обычно создаёт не исключительно большая громкость, а доза умеренно сильного шума. Для интегрирования воздействия (непостоянного) шума за длительный период используют шумовые дозиметры. Специалисты по профессиональным заболеваниям из ФБУН «Екатеринбургского медицинско-научного центра профилактики и охраны здоровья рабочих промпредприятий» Роспотребнадзора провели исследование, и оказалось, что фактическая доза (эквивалентный уровень) шума при его измерении дозиметрами может превышать полученный при измерении шумомерами при проведении специальной оценки условий труда, например, на 19,7 дБ. 
Этот результат точно соответствует требованиям к проверке воздействия шума на работников в США: государственные инспектора используют для определения дозы воздействия только шумовые дозиметры. Разработаны портативные устройства, сравнимые с микрофоном, которые крепятся на прищепке около головы работника.

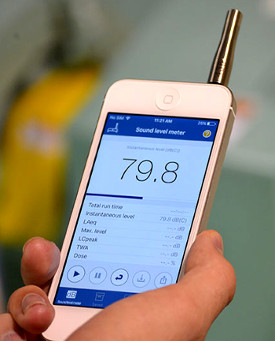
Использование смартфона с калиброванным внешним микрофоном для измерения шума

Исследования, проведённые Национальным институтом охраны труда показали, что при установки на смартфон внешнего калиброванного микрофона, и подходящего приложения (например микрофон iMM-6, $15; и приложений NoiSee, SPL Pro, SPLnFFT, SoundMeter) можно достаточно точно измерять уровень шума от 65 до 95 дБ.

## См. также

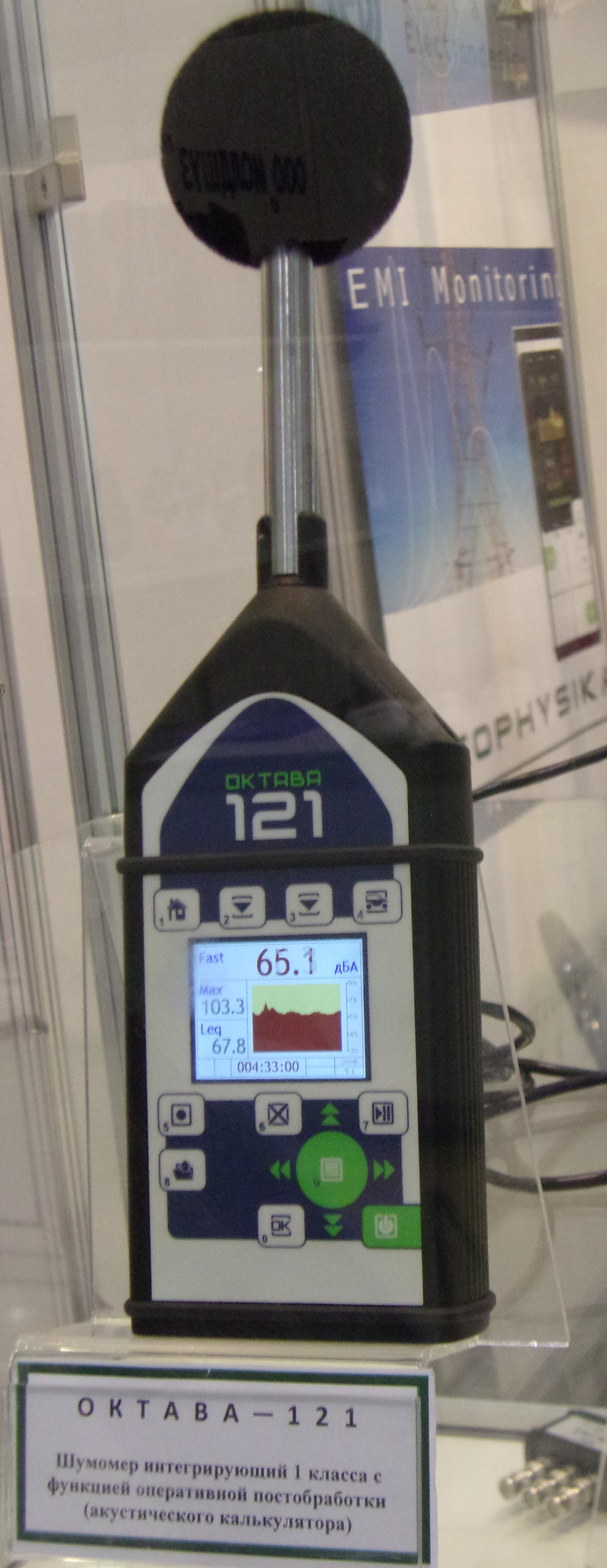
Шумомер Октава
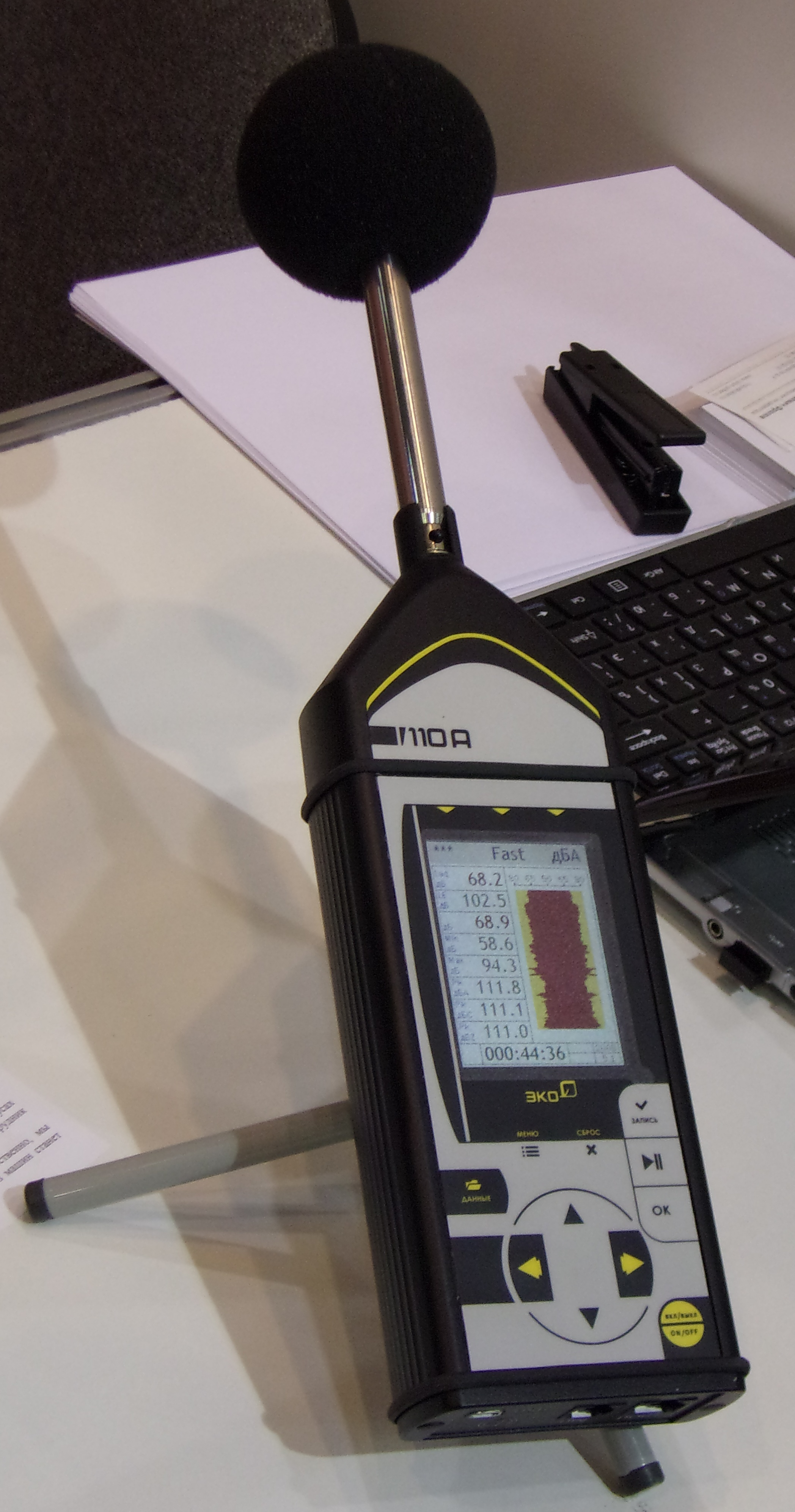
Шумомер

## Коррекция уровня звукового давления
Для учёта субъективного восприятия органом слуха человека звуков разной частоты может использоваться А-коррекция, и С-коррекция. Уровни шума, измеренные с такими коррекциями, обозначают дБА и дБС. Первая коррекция хорошо учитывает особенности восприятия звуков умеренной, не опасной для органа слуха громкости, а вторая - при большей громкости. В таблице и на графике показано, как изменяется восприятие звуков при их разной частоте. В прошлом также применяли В и D коррекции .
| Средняя частота | А-коррекция | С-коррекция | В     | D     |
| --------------- | ----------- | ----------- | ----- | ----- |
| 10              | -70,4       | -14,3       | -38,2 | -26,6 |
| 12,5            | -63,4       | -11,2       | -33,2 | -24,6 |
| 16              | -56,7       | -8,5        | -28,5 | -22,6 |
| 20              | -50,5       | -6,2        | -24,2 | -20,6 |
| 25              | -44,7       | -4,4        | -20,4 | -18,7 |
| 31,5            | -39,4       | -3          | -17,1 | -16,7 |
| 40              | -34,6       | -2          | -14,2 | -14,7 |
| 50              | -30,2       | -1,3        | -11,6 | -12,8 |
| 63              | -26,2       | -0,8        | -9,3  | -10,9 |
| 80              | -22,5       | 0,5         | -7,4  | -9,0  |
| 100             | -19,1       | -0,3        | -5,6  | -7,2  |
| 125             | -16,1       | -0,2        | -4,2  | -5,5  |
| 160             | -13,4       | -0,1        | -3,0  | -4,0  |
| 200             | -10,9       | 0           | -2,0  | -2,6  |
| 250             | -8,6        | 0           | -1.3  | -1,6  |
| 315             | -6,6        | 0           | -0,8  | -0,8  |
| 400             | -4,8        | 0           | -0,5  | -0,4  |
| 500             | -3,2        | 0           | -0,3  | -0,3  |
| 630             | -1,9        | 0           | -0,1  | -0,5  |
| 800             | -0,8        | 0           | 0     | -0,6  |
| 1000            | 0           | 0           | 0     | 0     |
| 1250            | 0,6         | 0           | 0     | +2,0  |
| 1600            | 1           | -0,1        | 0     | +4,9  |
| 2000            | 1,2         | -0,2        | -0,1  | +7,9  |
| 2500            | 1,3         | -0,3        | -0,2  | +10,4 |
| 3150            | 1,2         | -0,5        | -0,4  | +11,6 |
| 4000            | 1           | -0,8        | -0,7  | +11,1 |
| 5000            | 0,5         | -1,3        | -1,2  | +9,6  |
| 6300            | -0,1        | -2          | -1,9  | +7,6  |
| 8000            | -1,1        | -3          | -2,9  | +5,5  |
| 10000           | -2,5        | -4,4        | -4,3  | +3,4  |
| 12500           | -4,3        | -6,2        | -6,1  | +1,4  |
| 16000           | -6,6        | -8,5        | -8,4  | -0,7  |
| 20000           | -9,3        | -11,2       | -11,1 | -2,7  |

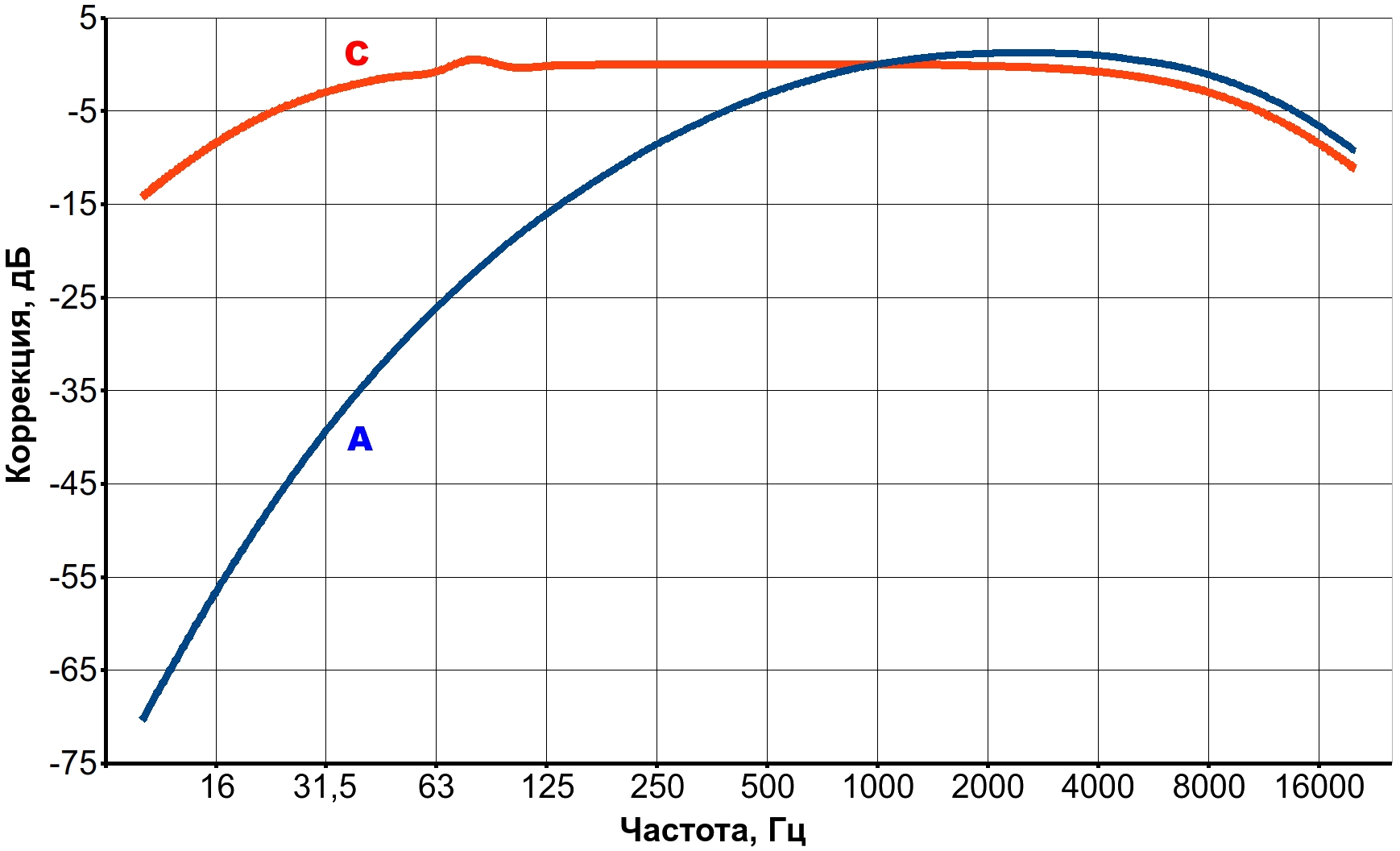
Графики частотных коррекций по ГОСТу

В 1936 году, на основе исследования были разработаны А-коррекция — только для тихих звуков, с громкостью не выше 55 дБ, В-коррекция — для звуков умеренной громкости, 55-85 дБ, и С-коррекция — для громких звуков, более 85 дБ. Изначально у С-коррекции поправок не было (как сейчас у Z-коррекции), она соответствовала физическому звуковому давлению. В 1944 году в стандарте ANSI Z24.3 С-коррекция изменилась - у наиболее высоко- и низкочастотных звуков появились поправки.
Вскоре после начала использования шумомеров с этими коррекциями выяснилось, что они не очень адекватно соответствуют восприятию звуков людьми. Во-первых, исследование проводилось работниками телефонной компании, для нужд связи. И воздействие звуков на испытателей происходило с помощью наушников - а на производстве шум действует на всё тело. В результате произошло сильное занижение вредного действия низкочастотных шумов - при том, что средства коллективной и индивидуальной защиты очень плохо защищают от низкочастотных звуков. Во-вторых, участники исследования слушали тональные сигналы, а реальный шум бывает таким исключительно редко. В результате уже с 1930-х годов специалисты по акустике и другие специалисты высказывали сомнения в способности замеров шума с А-коррекцией адекватно определять вредное действие шума. Но с 1960-х произошёл повсеместный переход к использованию А-коррекции, т.к. её стали применять во всех странах при разработке санитарных норм, ограничивающих воздействие шума на рабочих.

## Альтернатива

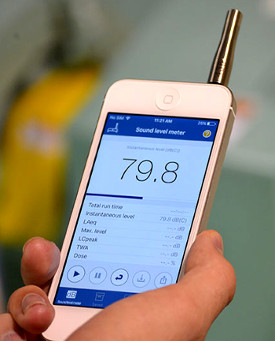
Использование смартфона для замера уровня шума

Исследования, проведённые Национальным институтом охраны труда показали, что при установки на смартфон внешнего калиброванного микрофона, и подходящего приложения (например микрофон iMM-6, $15; и приложений NoiSee, SPL Pro, SPLnFFT, SoundMeter) можно достаточно точно измерять уровень шума от 65 до 95 дБ.